# Soy Nero
Pour plus de détails, voir Fiche technique et Distribution.
Soy Nero est un film dramatique germano-mexicano-français coscénarisé (avec Răzvan Rădulescu) et réalisé par Rafi Pitts et sorti en 2016.

## Distribution
- Johnny Ortiz : Nero
- Darrell Britt-Gibson : Compton
- Aml Ameen : Bronx
- Ian Casselberry : Jesus, le frère de Nero
- Rosa Isela Frausto : Mercedes
- Rory Cochrane : Sgt. McCloud
- Khleo Thomas : Mohammed
- Michael Harney : Seymour
- Joel McKinnon Miller : Sgt. Frank White
- Alex Frost : Beverly Hills Police Officer
- Richard Portnow : Murray
- Kyle Davis : Armstrong
- Dennis Cockrum : U.S Consulate Official
- Chloe Farnworth : Freedom
- Pollyanna Uruena : Enterprise
- Richie Stephens : MP1
- LynNita Ellis : Heartless Driver
- Chala Savino : Hillary
- Roger Lim : Garage Client
- Kevin Ketcham : MP2
- Michael DiBacco : Ward Officer
- Derrick White : Milton
- Edgar Coronel : Agent Alvarez
- Jacob Alsbrook : Mr. Jones
- Veronica Ruthie Sigel : Bee Girl
- Jon Mahlow : Cop
- Aquiles Medellin : Boy Fence
- Karen Figueroa : Girl Fence
- Andrea Rodríguez : Widow
- Vladimir Zamudio : Emilio